# Mario Busca
Mario Busca (all'anagrafe Mario Carlo Secondo Busca) (Castino, 24 aprile 1882 – Vercelli, 11 settembre 1967) è stato un politico e giurista italiano.

## Biografia

### Gioventù
Nato a Castino nel 1882 da Giacomo Busca, possidente locale nonché ex militare che aveva combattuto nella Guerra di Crimea, e da Teresa Bianchini, trascorse una giovinezza travagliata a causa di dissapori con il padre. Egli infatti desiderava che il figlio diventasse sacerdote, e per questo Busca compì gli studi presso il seminario di Alba; avendo tuttavia maturato convinzioni socialiste, il giovane Busca decise di abbandonare il seminario, suscitando così le ire del padre Giacomo, il quale lo privò di qualsiasi sostentamento economico. Grazie all'aiuto delle sorelle e dei sacerdoti del seminario, Busca riuscì dapprima a conseguire il diploma liceale da autodidatta e, in seguito, a laurearsi in Giurisprudenza all'Università di Torino nel 1909, sotto la guida di Gaetano Mosca.

### Carriera amministrativa e politica
Già nel corso degli anni universitari intraprese la carriera amministrativa per mantenersi agli studi: conseguì dapprima la patente di segretario comunale, assumendo l'incarico inizialmente a Vigone (in provincia di Torino), e poi a Fossano (1905-1907). Dopo il conseguimento della laurea, vinse il concorso come Vice-Segretario Capo del Comune di Cuneo, venendo quindi promosso Segretario capo di Mondovì.
Giunse a Vercelli nel 1914, chiamato a ricoprire la carica di Segretario generale della Associazione d'Irrigazione Ovest Sesia, fondata da nel 1853 da Cavour, che  ancor oggi raccoglie la gran parte dei risicoltori delle province di Vercelli, Novara e Biella e si occupa della gestione delle risorse idriche delle risaie. Divenne in seguito Direttore generale della stessa Associazione, in virtù della competenza dimostrata nel suo incarico, poiché la carica direttiva era tradizionalmente riservata ad ingegneri. Durante la prima guerra mondiale fu assegnato all'Ufficio legale della Direzione generale di artiglieria, con il grado di capitano.
Nel 1925 aderì al Fascismo, attratto dal programma corporativista del regime, che riteneva il più adatto a risolvere il conflitto tra capitale e lavoro e a garantire lo sviluppo dell'economia nazionale. In virtù della militanza politica e della lunga carriera funzionariale, venne nominato Preside della Provincia di Vercelli alla fine di marzo 1935; Busca aveva già fatto parte del rettorato provinciale vercellese sotto le presidenze di Sesia e Serralunga, oltre ad aver ricoperto la carica di Commissario prefettizio a Cigliano. In riconoscimento della sua prestigiosa carriera, venne decorato con la croce di Grand'Ufficiale dell'Ordine della Corona d'Italia.
A partire dal 21 febbraio 1942 fino al 25 giugno 1944, fu Podestà di Vercelli. Egli avrebbe voluto dimettersi dalla carica dopo l'armistizio, anche a causa delle precarie condizioni di salute, ma le sue dimissioni vennero respinte dal Prefetto Enrico Avalle (insediato dal Governo Badoglio), il quale gli scrisse di ritenere la sua opera "tuttora necessaria per il bene del Comune". La sua fedeltà al fascismo e l'adesione alla Repubblica Sociale Italiana sono comunque confermate dal fatto che fu chiamato a far parte del direttorio provinciale di Vercelli presieduto dal Capo della provincia Michele Morsero. Nel mese di maggio 1944, in conseguenza di un grave intervento chirurgico, rimase in coma per cinque giorni, ottenendo al termine della convalescenza di abbandonare la carica di Podestà.
Dopo la Liberazione venne sottoposto a processo, insieme alla moglie, da una Corte d'Assise speciale istituita per perseguire chiunque avesse ricoperto cariche pubbliche nel periodo repubblicano. Fu lo stesso Procuratore generale a rendere omaggio all'onestà e alla correttezza dell'imputato in ogni sua attività, affermando che il suo "era l'unico caso del genere su duemila all'esame della Corte". La Corte d'Assise condannò Mario Busca a otto anni e quattro mesi di reclusione, all'interdizione perpetua dai pubblici uffici e alla confisca dei beni, riconoscendogli tuttavia le attenuanti generiche "essendo dagli atti di causa emersa assolutamente integra la figura morale dell'imputato"; la moglie Rosa Ferrero fu invece condannata a sei mesi di reclusione, in quanto "ella era conosciuta da tutti come una fanatica delle sue idee". Entrambe le condanne furono tuttavia annullate dalla Corte di Cassazione speciale di Milano pochi mesi dopo, con la motivazione che "il fatto non costituisce reato", dal momento che "non di collaborazionismo volontario e materiale di fatti inequivoci a favore del nemico si può parlare, ma soltanto di adempimento di dovere civico in un momento difficile per la Patria". In Cassazione la difesa di Busca fu assunta dal celebre avvocato e uomo politico socialista Enrico Gonzales.

### Ultimi anni
Dopo la guerra Busca non ricoprì più alcun incarico pubblico, dedicandosi allo studio e all'insegnamento del diritto presso il Collegio "Dal Pozzo" di Vercelli, oltre a pubblicare varie opere in tema di diritto amministrativo e, in particolare, diritto delle acque, sia sotto forma di articoli su riviste specializzate, sia attraverso la monografia "Le acque nella legislazione italiana", edita da UTET nel 1962, uno dei punti di riferimento della dottrina sul tema, anche a livello internazionale.
Morì a Vercelli nel 1967, all'età di 85 anni. Ai suoi funerali parteciparono tutte le maggiori autorità vercellesi e castinesi.

## Vita privata
Sposatosi con Rosa Ferrero, nativa di Scalenghe, ebbe quattro figli: Bianca, Enzo, Umberto e Adriano.
Appassionato cultore di poesie carducciane, compose egli stesso versi, oltre a praticare per hobby il disegno e la pittura. Fu anche assiduo giocatore di scacchi, tanto da presiedere per diversi anni la Società scacchistica vercellese; collaborò inoltre con la Settimana Enigmistica quale autore di rebus, con lo pseudonimo "Mario da Casto".

## Opere
- Il problema della viabilità nella provincia di Vercelli Vercelli : Savit, Soc. An. Vercellese Ind. Tip., 1937. - 8. p. 56;
- I consorzi di irrigazione Vercelli : Tip. Gallardi, 1940. - 220 p;
- Sulla competenza dei tribunali regionali delle acque pubbliche ai sensi della lettera c., dell'art. 140 del T.U., 11 dicembre 1933, n. 1775 in Giurisprudenza italiana e La legge : con repertorio generale annuale di giurisprudenza, dottrina e legislazione ; Rivista universale di giurisprudenza e dottrina anno 1959 vol. 111;
- Effetti dell'iscrizione delle acque nell'elenco delle acque pubbliche in Giurisprudenza italiana e La legge : con repertorio generale annuale di giurisprudenza, dottrina e legislazione ; Rivista universale di giurisprudenza e dottrina anno 1959 vol. 111;
- Questioni varie relative al sovracanone disciplinato nella l. 27 dicembre 1953, n. 9569 in Giurisprudenza italiana e La legge : con repertorio generale annuale di giurisprudenza, dottrina e legislazione ; Rivista universale di giurisprudenza e dottrina anno 1959 vol. 111;
- Sull'applicabilità dell'art. 912, codice civile ai casi previsti e regolati dal precedente art. 911 in Giurisprudenza italiana e La legge : con repertorio generale annuale di giurisprudenza, dottrina e legislazione ; Rivista universale di giurisprudenza e dottrina anno 1959 vol. 111;
- Cessione delle utenze di acqua pubblica senza il nulla osta del Ministero. Conseguenze (art. 20 del T.U., 11 dicembre 1933, n. 1775) in Giurisprudenza italiana e La legge : con repertorio generale annuale di giurisprudenza, dottrina e legislazione ; Rivista universale di giurisprudenza e dottrina anno 1960 vol. 112;
- Competenza territoriale dei tribunali regionali delle acque pubbliche in generale, e con particolare riguardo alle controversie ai sovracanoni di cui alla L. 27 dicembre 1953, n. 959 in Giurisprudenza italiana e La legge : con repertorio generale annuale di giurisprudenza, dottrina e legislazione ; Rivista universale di giurisprudenza e dottrina anno 1960 vol. 112;
- Condizione giuridica delle utenze di antico diritto delle acque dei canali demaniali in Giurisprudenza italiana e La legge : con repertorio generale annuale di giurisprudenza, dottrina e legislazione ; Rivista universale di giurisprudenza e dottrina anno 1960 vol. 112;
- Le acque nella legislazione italiana UTET 1962.